# Library Genesis
Library Genesis oder LibGen ist eine Schattenbibliothek und Suchmaschine für Bücher und wissenschaftliche Aufsätze. Das Projekt gewährt auf seiner Website kostenlosen Zugang zu urheberrechtlich geschützter Literatur, die sonst nur hinter Bezahlschranken online verfügbar ist, und bietet diese zum Download an. Unter anderem bezieht Library Genesis PDFs von Elseviers Online-Datenbank ScienceDirect. Die Rechtmäßigkeit des Dienstes, der sich – ebenso wie das ähnliche Projekt Sci-Hub – zunehmend rechtlichen Streitigkeiten ausgesetzt sieht, ist umstritten.
2015 geriet die Webseite in eine rechtliche Auseinandersetzung, als Elsevier gegen diese Form der Buchpiraterie vorging. Die Website gab in dem Verfahren an, sowohl in Russland als auch in Amsterdam registriert zu sein, was es schwierig machte zu beurteilen, welche Gesetzgebung in dem Fall anzuwenden wäre. Das gerichtliche Verfahren sollte in den Vereinigten Staaten stattfinden.
Zugriff auf LibGen wird in verschiedenen Ländern von mehreren Internetdienstanbietern im Netzwerk blockiert. Allerdings werden solche DNS-basierten Sperren als wenig wirksam empfunden, da sie umgangen werden können, so dass sich der Zugang auf diese Weise nicht vollständig verhindern lässt.
Im Oktober 2015 entschied ein Bundesbezirksgericht im Staat New York, die Website sei zu schließen und die Domain libgen.org sei nicht weiter zu verwenden. Allerdings war der Zugriff weiterhin über verschiedene Alternativ-Domains der Website möglich.
Im Juli 2016 umfasste die Datenbank mehr als 52 Millionen Artikel von über 50.000 Publikationen.
Im Juni 2018 beantragte ein Verlag erfolgreich die einstweilige Verfügung gegen Vodafone vor dem Landgericht München. Im Februar 2019 lehnte das Oberlandesgericht München einen später gestellten, gegen einen anderen Anbieter gerichteten Antrag des Verlags wegen Formalitäten ab. Im März 2019 ordnete der Pariser Tribunal de grande instance aufgrund einer Klage von Elsevier und Springer Nature an, dass die französischen Internetzugangsprovider verpflichtet sind, den Zugriff auf Sci-Hub und Library Genesis zu sperren.
Im November 2022 ging in Reaktion auf die Beschlagnahmung der Domains von Z-Library mit Anna’s Archive eine Metasuchmaschine für Schattenbibliotheken online, die neben dem Datenbestand von Z-Library und Sci-Hub auch Library Genesis indiziert und spiegelt.
Am 19. Dezember 2024 wurde Library Genesis durch eine DNS-Sperre durch die Clearingstelle Urheberrecht im Internet in Deutschland blockiert.